# باشگاه فوتبال مارس تاون یونایتد
باشگاه فوتبال مارس تاون یونایتد (به انگلیسی: March Town United Football Club) یک باشگاه فوتبال در شهر مارس، کمبریج‌شایر، کشور انگلستان است که در سال ۱۸۸۵ میلادی تأسیس شده‌است.